# Bobby Jackson
Bobby Jackson (East Spencer, 13 marzo 1973) è un ex cestista e allenatore di pallacanestro statunitense, professionista nella NBA.

## Carriera
È stato selezionato dai Seattle SuperSonics al primo giro del Draft NBA 1997 (23ª scelta assoluta).

## Statistiche

### College
| Anno      | Squadra                  | PG | PT | MP   | TC%  | 3P%  | TL%  | RP  | AP  | PRP | SP  | PP   |
| --------- | ------------------------ | -- | -- | ---- | ---- | ---- | ---- | --- | --- | --- | --- | ---- |
| 1995-1996 | Minnesota Golden Gophers | 25 | 15 | 27,3 | 40,6 | 29,5 | 78,7 | 4,8 | 2,7 | 1,4 | 0,3 | 13,3 |
| 1996-1997 | Minnesota Golden Gophers | 35 | 35 | 31,5 | 44,1 | 32,0 | 78,6 | 6,1 | 4,0 | 2,1 | 0,2 | 15,3 |
| Carriera  | Carriera                 | 60 | 50 | 29,7 | 42,7 | 30,7 | 78,6 | 5,5 | 3,5 | 1,8 | 0,3 | 14,4 |

### NBA

#### Regular Season
| Anno      | Squadra            | PG  | PT  | MP   | TC%  | 3P%  | TL%  | RP  | AP  | PRP | SP  | PP   |
| --------- | ------------------ | --- | --- | ---- | ---- | ---- | ---- | --- | --- | --- | --- | ---- |
| 1997-1998 | Denver Nuggets     | 68  | 53  | 30,0 | 39,2 | 25,9 | 81,4 | 4,4 | 4,7 | 1,5 | 0,2 | 11,6 |
| 1998-1999 | Minnesota T'wolves | 50  | 12  | 18,8 | 40,5 | 37,0 | 77,2 | 2,7 | 3,3 | 0,8 | 0,1 | 7,1  |
| 1999-2000 | Minnesota T'wolves | 73  | 10  | 14,2 | 40,5 | 28,3 | 77,6 | 2,1 | 2,4 | 0,7 | 0,1 | 5,1  |
| 2000-2001 | Sacramento Kings   | 79  | 7   | 20,9 | 43,9 | 37,5 | 73,9 | 3,1 | 2,0 | 1,1 | 0,1 | 7,2  |
| 2001-2002 | Sacramento Kings   | 81  | 3   | 21,6 | 44,3 | 36,1 | 81,0 | 3,1 | 2,0 | 0,9 | 0,1 | 11,1 |
| 2002-2003 | Sacramento Kings   | 59  | 26  | 28,4 | 46,4 | 37,9 | 84,6 | 3,7 | 3,1 | 1,2 | 0,1 | 15,2 |
| 2003-2004 | Sacramento Kings   | 50  | 0   | 23,7 | 44,4 | 37,0 | 75,2 | 3,5 | 2,1 | 1,0 | 0,2 | 13,8 |
| 2004-2005 | Sacramento Kings   | 25  | 0   | 21,4 | 42,7 | 34,4 | 86,2 | 3,4 | 2,4 | 0,6 | 0,1 | 12,0 |
| 2005-2006 | Memphis Grizzlies  | 71  | 15  | 25,0 | 38,2 | 38,9 | 73,3 | 3,1 | 2,7 | 0,9 | 0,0 | 11,4 |
| 2006-2007 | N.O. Hornets       | 56  | 2   | 23,8 | 39,4 | 32,7 | 77,4 | 3,2 | 2,5 | 0,9 | 0,1 | 10,6 |
| 2007-2008 | N.O. Hornets       | 46  | 0   | 19,4 | 39,2 | 36,8 | 81,6 | 2,4 | 1,7 | 0,7 | 0,1 | 7,1  |
| 2007-2008 | Houston Rockets    | 26  | 5   | 19,2 | 41,9 | 34,1 | 75,0 | 2,7 | 2,4 | 0,5 | 0,1 | 8,8  |
| 2008-2009 | Sacramento Kings   | 71  | 10  | 20,9 | 39,8 | 30,5 | 85,1 | 2,8 | 2,0 | 0,9 | 0,1 | 7,5  |
| Carriera  | Carriera           | 755 | 143 | 22,2 | 41,7 | 35,4 | 79,3 | 3,1 | 2,6 | 0,9 | 0,1 | 9,7  |

#### Playoffs
| Anno     | Squadra            | PG | PT | MP   | TC%  | 3P%  | TL%  | RP  | AP  | PRP | SP  | PP   |
| -------- | ------------------ | -- | -- | ---- | ---- | ---- | ---- | --- | --- | --- | --- | ---- |
| 1999     | Minnesota T'wolves | 4  | 0  | 6,8  | 20,0 | 0,0  | -    | 1,0 | 0,5 | 0,0 | 0,0 | 1,0  |
| 2000     | Minnesota T'wolves | 3  | 0  | 10,0 | 50,0 | 33,3 | 100  | 1,7 | 1,3 | 0,7 | 0,3 | 5,0  |
| 2001     | Sacramento Kings   | 8  | 0  | 22,8 | 43,8 | 28,6 | 71,4 | 3,3 | 2,3 | 1,0 | 0,0 | 7,0  |
| 2002     | Sacramento Kings   | 16 | 1  | 23,4 | 44,5 | 25,6 | 79,1 | 3,3 | 2,0 | 0,9 | 0,2 | 10,9 |
| 2003     | Sacramento Kings   | 12 | 0  | 27,6 | 45,7 | 34,9 | 88,6 | 4,5 | 3,3 | 1,0 | 0,1 | 14,3 |
| 2005     | Sacramento Kings   | 5  | 0  | 15,8 | 27,0 | 16,7 | 100  | 1,2 | 1,8 | 0,2 | 0,2 | 5,2  |
| 2006     | Memphis Grizzlies  | 4  | 0  | 25,0 | 41,4 | 36,4 | 71,4 | 2,0 | 1,3 | 0,3 | 0,0 | 8,3  |
| 2008     | Houston Rockets    | 6  | 2  | 23,0 | 28,6 | 20,8 | 63,6 | 1,7 | 1,5 | 0,8 | 0,0 | 8,7  |
| Carriera | Carriera           | 58 | 3  | 21,7 | 40,5 | 27,0 | 80,7 | 2,8 | 2,1 | 0,7 | 0,1 | 9,2  |

## Palmarès
- NCAA AP All-America Second Team (1997)
- NBA Sixth Man of the Year (2003)
- NBA All-Rookie Second Team (1998)